# The Puritan
The Puritan, or the Widow of Watling Street é uma peça teatral cômica do período jacobino, publicada em 1607. É frequentemente atribuída a Thomas Middleton, mas a inscrição "Writen by W.S" em sua capa fez com que a obra fosse incluída na lista de textos apócrifos de William Shakespeare. 